# Глендо (Вайоминг)
Глендо (англ. Glendo) — город, расположенный в округе Платт (штат Вайоминг, США) с населением в 229 человек по статистическим данным переписи 2000 года.

## География
По данным Бюро переписи населения США, город Глендо имеет общую площадь в 1,29 квадратных километров, водных ресурсов в черте населённого пункта не имеется.
Глендо расположен на высоте 1440 метров над уровнем моря.

## Демография
По данным переписи населения 2000 года, в Глендо проживало 229 человек, 66 семей, насчитывалось 110 домашних хозяйств и 165 жилых домов. Средняя плотность населения составляла около 167 человек на один квадратный километр. Расовый состав Глендо по данным переписи распределился следующим образом: 95,20 % белых, 0,44 % — коренных американцев, 2,18 % — представителей смешанных рас, 2,18 % — других народностей. Испаноговорящие составили 5,24 % от всех жителей города.
Из 110 домашних хозяйств в 16,4 % — воспитывали детей в возрасте до 18 лет, 52,7 % представляли собой совместно проживающие супружеские пары, в 4,5 % семей женщины проживали без мужей, 39,1 % не имели семей. 32,7 % от общего числа семей на момент переписи жили самостоятельно, при этом 15,5 % составили одинокие пожилые люди в возрасте 65 лет и старше. Средний размер домашнего хозяйства составил 2,08 человек, а средний размер семьи — 2,55 человек.
Население города по возрастному диапазону по данным переписи 2000 года распределилось следующим образом: 14,8 % — жители младше 18 лет, 7,9 % — между 18 и 24 годами, 21,4 % — от 25 до 44 лет, 31,9 % — от 45 до 64 лет и 24,0 % — в возрасте 65 лет и старше. Средний возраст жителей составил 50 лет. На каждые 100 женщин в Глендо приходилось 100,9 мужчин, при этом на каждые сто женщин 18 лет и старше приходилось 105,3 мужчин также старше 18 лет.
Средний доход на одно домашнее хозяйство в городе составил 24 531 доллар США, а средний доход на одну семью — 26 786 долларов. При этом мужчины имели средний доход в 21 146 долларов США в год против 15 000 долларов среднегодового дохода у женщин. Доход на душу населения в городе составил 14 529 долларов в год. 2,4 % от всего числа семей в округе и 9,0 % от всей численности населения находилось на момент переписи населения за чертой бедности, при этом 7,1 % из них были моложе 18 лет и 2,7 % — в возрасте 65 лет и старше.